# Doridacis
Els doridacis (Doridacea) són un infraordre de gastròpodes marins de l'ordre dels nudibranquis. Es troben inclosos dins del grup Euctenidiacea.

## Taxonomia
- Superfamília Doridoidea
  - família Dorididae
  - família Actinocyclidae
  - família Chromodorididae
  - família Discodorididae
- Superfamília Phyllidioidea
  - família Phyllidiidae
  - família Dendrodorididae
  - família Mandeliidae
- Superfamília Onchidoridoidea (= Phanerobranchiata Suctoria)
  - família Onchidorididae
  - família Corambidae
  - família Goniodorididae
- Superfamília Polyceroidea (= Phanerobranchiata Non Suctoria)
  - família Polyceridae
  - família Aegiridae - In Bouchet & Rocroi (2005) és incorrecte, ja que ho escriu com a Aegiretidae.
  - família Gymnodorididae
  - família Hexabranchidae
  - família Okadaiidae